# 九州縦貫自動車道

九州縦貫自動車道の地図
赤色：九州縦貫自動車道鹿児島線
青色：九州縦貫自動車道宮崎線

九州縦貫自動車道（きゅうしゅうじゅうかんじどうしゃどう）は、九州を縦貫する国土開発幹線自動車道（国幹道）の路線名である。略称は九州縦貫道（きゅうしゅうじゅうかんどう）。
九州地方の最北端に位置する福岡県北九州市を起点とし、鹿児島県鹿児島市に至る鹿児島線と、宮崎県宮崎市に至る宮崎線からなる。
鹿児島線及び宮崎線の全区間が高速自動車国道の路線に指定されており、鹿児島線が九州自動車道として、宮崎線のうち北九州市からえびの市までの区間は九州自動車道として、えびの市から宮崎市までの区間が宮崎自動車道として、それぞれ供用中である。
当初は、福岡県門司市（現在の北九州市）から鹿児島市に至る路線として九州自動車道の名称で指定されたが、1966年（昭和41年）に宮崎市に至る宮崎線が追加され、九州縦貫自動車道に名称を変更した。

## 路線
国土開発幹線自動車道建設法では、九州縦貫自動車道は以下のとおりとされている。
| 路線名   | 起点     | 主たる経過地                  | 終点     |
| -------- | -------- | ----------------------------- | -------- |
| 鹿児島線 | 北九州市 | 福岡市 鳥栖市 熊本市 えびの市 | 鹿児島市 |
| 宮崎線   | 北九州市 | 福岡市 鳥栖市 熊本市 えびの市 | 宮崎市   |

全線で高速自動車国道の路線を指定する政令で下記のとおり高速自動車国道の路線に指定されている。
| 路線名   | 起点     | 重要な経過地 | 重要な経過地                     | 終点     |
| -------- | -------- | --- | -------------------------------- | -------- |
| 鹿児島線 | 北九州市 | 直方市 宮若市 福津市 古賀市 福岡市 大野城市 太宰府市 筑紫野市 小郡市 鳥栖市 久留米市 八女市 筑後市 みやま市 熊本県玉名郡和水町 山鹿市 合志市 熊本市 同県上益城郡嘉島町 同郡御船町 宇城市 八代市 人吉市 えびの市 | 霧島市 鹿児島県姶良郡加治木町    | 鹿児島市 |
| 宮崎線   | 北九州市 | 直方市 宮若市 福津市 古賀市 福岡市 大野城市 太宰府市 筑紫野市 小郡市 鳥栖市 久留米市 八女市 筑後市 みやま市 熊本県玉名郡和水町 山鹿市 合志市 熊本市 同県上益城郡嘉島町 同郡御船町 宇城市 八代市 人吉市 えびの市 | 小林市 都城市 宮崎県宮崎郡清武町 | 宮崎市   |

### 鹿児島線
鹿児島線は、九州縦貫自動車道のうち起点を北九州市、終点を鹿児島市とする路線である。道路名は九州自動車道であり、全線を独立行政法人日本高速道路保有・債務返済機構が保有し、西日本高速道路株式会社（NEXCO西日本）が管理している。門司IC-えびのJCT間は宮崎線との、加治木JCT-鹿児島IC間は東九州自動車道との重複区間である。

### 宮崎線
宮崎線は、九州縦貫自動車道のうち起点を北九州市、終点を宮崎市とする路線である。道路名は九州自動車道と宮崎自動車道であり、全線を独立行政法人日本高速道路保有・債務返済機構が保有し、西日本高速道路株式会社（NEXCO西日本）が管理している。門司IC-えびのJCT間は鹿児島線との重複区間である。

## 沿革
- 1957年（昭和32年）4月16日 : 国土開発縦貫自動車道建設法が公布・施行され（昭和32年法律第68号）、「九州自動車道」として国土開発縦貫自動車道の予定路線となる。 
  - 九州自動車道（門司市-鹿児島市間、主たる経過地 : 福岡市附近、鳥栖市附近、日田市附近、熊本市附近、小林市附近）
- 1964年（昭和39年）6月16日 : 国土開発縦貫自動車道建設法が改正され（昭和39年法律第104号）、「九州自動車道」の起点が北九州市に改められ、主たる経過地から「日田市附近」が削除される。
- 1965年（昭和40年）11月1日 : 高速自動車国道の路線を指定する政令が改正され（昭和40年政令第349号）、「高速自動車国道九州自動車道福岡熊本線」が新たに高速自動車国道に指定される。
  - 高速自動車国道九州自動車道福岡熊本線（福岡市-熊本市間、重要な経過地 : 鳥栖市、久留米市、八女市、筑後市、熊本県玉名郡菊水町）
- 1966年（昭和41年）7月31日 : 国土開発縦貫自動車道建設法が改正されて国土開発幹線自動車道建設法となり（昭和41年法律第107号）、国土開発縦貫自動車道「九州自動車道」は国土開発幹線自動車道「九州縦貫自動車道」に改められ、以下の2路線に分けられる。
  - 九州縦貫自動車道鹿児島線（北九州市-鹿児島市間、主たる経過地 : 福岡市、鳥栖市、熊本市、小林市附近）
  - 九州縦貫自動車道宮崎線（北九州市-宮崎市間、主たる経過地 : 福岡市、鳥栖市、熊本市、小林市附近）
- 1967年（昭和42年）11月22日 : 高速自動車国道の路線を指定する政令が改正され（昭和42年政令第348号）以下の路線が高速自動車国道として指定を受ける。
  - 九州縦貫自動車道鹿児島線（北九州市-鹿児島市間、重要な経過地 : 直方市、福岡県糟屋郡古賀町、福岡市、鳥栖市、久留米市、八女市、筑後市、熊本県玉名郡菊水町、熊本市、八代市、人吉市、宮崎県西諸県郡えびの町、鹿児島県姶良郡加治木町）
  - 九州縦貫自動車道宮崎線（北九州市-宮崎市間、重要な経過地 : 直方市、福岡県糟屋郡古賀町、福岡市、鳥栖市、久留米市、八女市、筑後市、熊本県玉名郡菊水町、熊本市、八代市、人吉市、宮崎県西諸県郡えびの町、小林市、都城市）
- 1987年（昭和62年）9月1日 : 国土開発幹線自動車道建設法が改正され（昭和62年法律第83号）、国幹道の予定路線両路線の主たる経過地のうち「小林市附近」が「えびの市」に変更される。

### 鹿児島線
- 1971年6月30日 : 植木IC-熊本IC開通により鹿児島線初の開通。
- 1995年7月27日 : 人吉IC-えびのIC開通（暫定2車線）により鹿児島線全線開通。
- 2004年12月12日 : 人吉IC-えびのICの全線4車線化により、鹿児島線が全線4車線以上で開通。

### 宮崎線
- 1976年3月4日 : えびのIC・えびのJCT-高原IC開通により宮崎線初の開通。
- 1981年10月29日 : 都城IC-宮崎IC開通により宮崎線全線開通。
- 2001年4月 : えびのPA-えびのICの4車線化により宮崎線が全線4車線で開通。